# 党卫队俄罗斯民族解放军突击旅

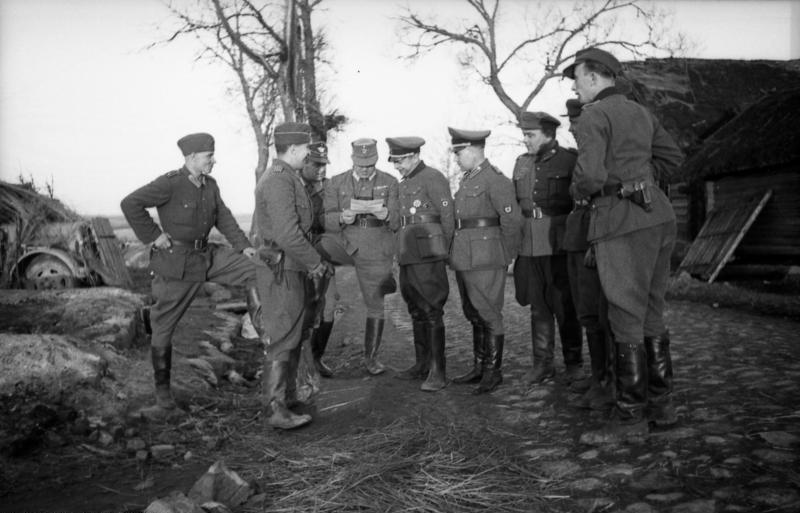
在俄罗斯的卡明斯基旅

俄罗斯民族解放军突击旅（德語：SS Sturmbrigade RONA），二戰時期德軍中一支較特別的部隊，該部隊成員皆為東線戰場上的被俘虜之蘇聯將士，又自稱「反共志願軍」。
俄罗斯民族解放军突击旅也被稱為卡明斯基旅，是一支反游击队作戰部隊，由所謂的洛克特（Lokot）自治区的成員組成，洛克特自治区是二戰期間納粹德國佔領的俄羅斯苏维埃共和国領土名称。
它於1941年底首次作為輔助警察出現，最初有200名成員。到1943年中期，他們的人數增加到10,000到12,000千人，裝備了繳獲的蘇聯坦克和大炮。該部隊的指揮官布羅尼斯拉夫·卡明斯基稱其為俄罗斯民族解放军。
在城堡行動之後，俄罗斯民族解放军人員撤退到白俄羅斯維捷布斯克，在那裡他們參與了與蘇聯遊擊隊的鬥爭，對平民犯下了許多暴行。1944年3月，該部隊短暫更名為卡明斯基国民旅，然後於1944年6月加入武裝黨衛軍。隨著他併入武裝黨衛軍，該旅更名為武裝黨衛軍旅，卡明斯基被授予黨衛軍旅队领袖（唯一擁有這種軍銜的人）軍銜。
在巴格拉季昂行動之後，俄罗斯民族解放军向西撤退，到1944年7月底，卡明斯基部隊的殘餘部隊（3,000至4,000人，儘管一些消息來源估計在6,000至7,000人之間）被編入黨衛軍诺伊哈默爾訓練營。在卡明斯基部隊的基礎上，黨衛軍指揮官計劃建立第29武裝黨衛軍擲彈兵師。然而華沙起義在希姆萊簽署建立师团的命令的同一天開始，卡明斯基旅被派往镇压华沙起义。
1944年8月18日，布羅尼斯拉夫·卡明斯基被枪决。8月27日，該部隊被轉移到華沙郊區，因為其人員過於無紀律和不可靠。在遭受重大損失后，該旅的其餘成員被轉移到更西邊，在那裡該旅的殘餘部隊被用來對付斯洛伐克遊擊隊。1944年10月底，該旅被解散，其餘人員被吸收到安德列·弗拉索夫將軍的俄羅斯解放軍中。